# Зюдердайх
Зюдердайх (нем. Süderdeich) — община в Германии, в земле Шлезвиг-Гольштейн.
Входит в состав района Дитмаршен. Подчиняется управлению КЛьГ Вессельбурен.  Население составляет 505 человек (на 31 декабря 2010 года). Занимает площадь 6,64 км².
Коммуна подразделяется на 2 сельских округа.

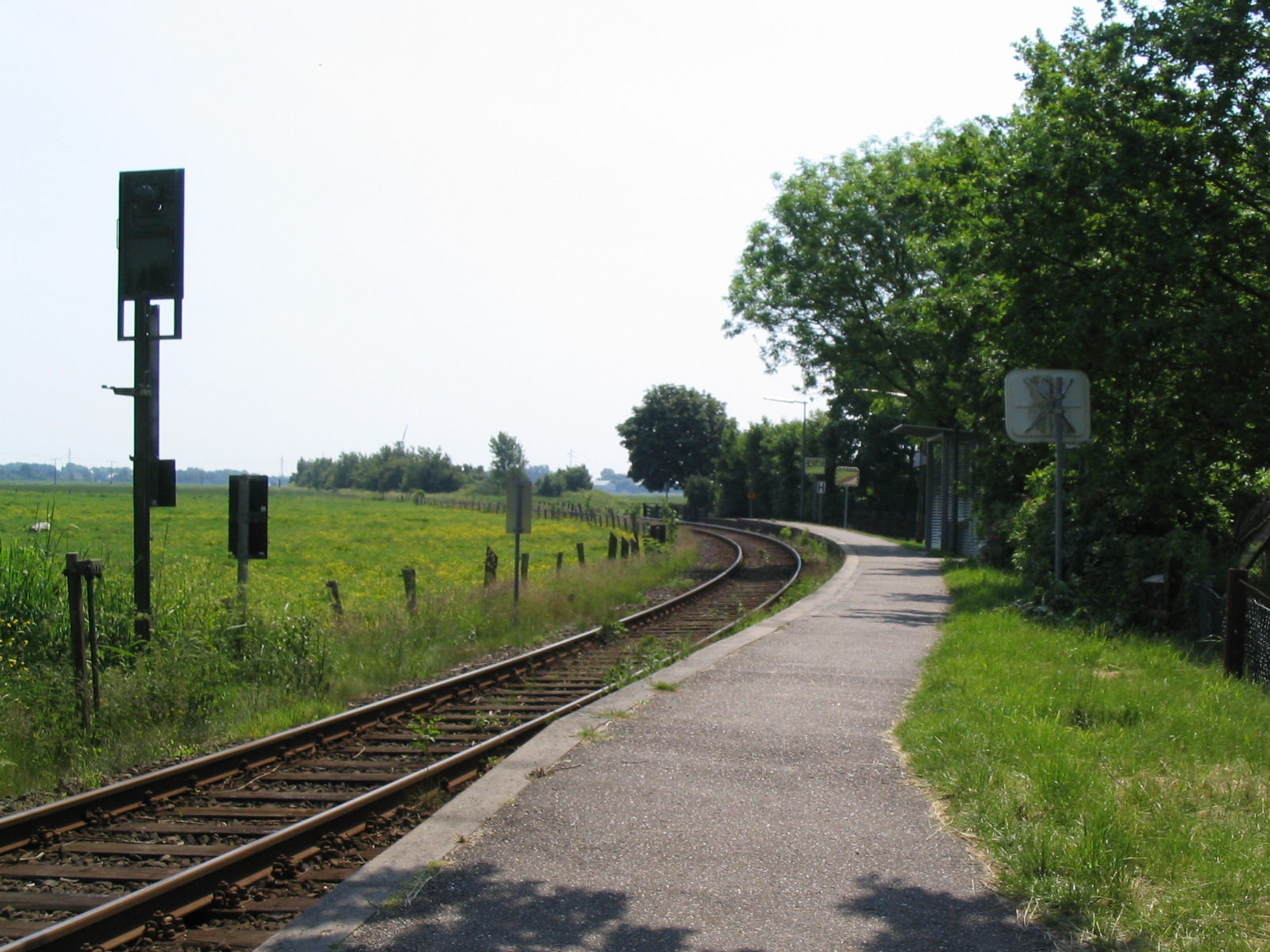
Зюдердайх